# Sebba
Sebba ou Seba est une petite ville, chef-lieu du département et la commune urbaine de même nom et de la province du Yagha, dans la région du  Sahel au Burkina Faso.

## Géographie
Ses habitants, au nombre de 4 259, sont appelés les Sebbabè[réf. nécessaire].
La commune est traversée par la route nationale 24 reliant Dori à Sebba.